# Johan Hadorph
Johan Hadorph (Addorp, 6 maggio 1630 – Stoccolma, 12 luglio 1693) è stato un funzionario svedese, direttore generale della Commissione centrale delle antichità e nel 1667 nominato a capo dell'agenzia per le antichità nazionali, della quale nel 1679 divenne direttore generale. Studiò molti monumenti antichi che ebbe modo di osservare nei suoi lunghi viaggi in tutto il paese e raccolse un rilevante numero di manoscritti e collezioni di leggi. Realizzò molti disegni di pietre runiche, supervisionato la produzione di più di 1000 xilografie di pietre runiche.

## Biografia
Nacque ad Haddorp nella parrocchia di Slaka in Östergötland da Nils Johansson (o Jonsson o Jönsson) e da sua moglie Anna Hansdotter. Suo padre era il capo del distretto di esecuzione. Nel 1664 si sposò a Skänninge con Elisabeth Dalin, la figlia di un religioso. Nel 1671 e nel 1674 la sua proprietà ricevette l'esenzione dalle tasse e nel 1672, lui, sua moglie e i suoi discendenti, ricevettero il riconoscimento di nobile che venne confermato nel 1681. Similmente a molti altri pervenuti recentemente alla nobiltà, non vedeva l'ora di fornire un'origine onorevole alla sua famiglia, ma l'unica discendenza che poté essere confermata dagli studiosi fu che la moglie era nipote di un vescovo, con stretti legami personali con la famiglia reale.
Si autonominò Hadorph o Hadorphius, dal nome della fattoria nella quale era cresciuto, ed iniziò a frequentare l'Università di Uppsala, dove venne nominato segretario dell'accademia nel 1660 e venne notato, per il suo notevole interesse per le antichità nazionali, da Magnus Gabriel De la Gardie e Lindsköld. Nel 1666 ricevette una parte del compenso dovuto al direttore generale del Comitato centrale delle antichità e divenne l'ultimo dei sette assessori. Nel 1669 venne promosso a segretario degli Archivi nazionali. Nello stesso anno, lui e del Brenner, assieme a De la Gardie, visitarono i feudi di De la Gardie, e Johan Hadorph realizzò i disegni di tutti i monumenti antichi visitati. Ebbe accesso alla vasta biblioteca di De la Gardie e realizzò una traduzione in lingua svedese in versi della storia di Alessandro Magno, che fu pubblicata nel Visingsborg nel 1672. Nello stesso anno accompagnò re Carlo XI sul suo Eriksgata nel centro e sud della Svezia, durante il quale dovette essere sempre presente e spiegare tutti i monumenti antichi e le curiosità che catturavano l'attenzione del re.
Ricevette l'intera retribuzione di direttore generale nel 1679, quando il suo condirettore Olof Verelius venne promosso bibliotecario dell'università di Uppsala. Nel 1692 il Comitato centrale delle antichità venne trasferito a Stoccolma, sotto forma di un archivio di antichità piuttosto che un'università, e Johan Hadorph ne divenne il direttore. Morì nella capitale il 12 luglio 1693.
Hadorph era uno studioso assiduo e determinato, piuttosto che uno scienziato. Diversamente dal suo co-assessore, non pubblicò mai alcuna saga nordica, ma assunse degli islandesi e li fece viaggiare allo scopo di procurare manoscritti per il consiglio e farne copie. Nel 1674-1676, pubblicò le vecchie cronache svedesi in rima e la saga in rima di San Olaf con ampi commenti, il che fu utile ai posteri, dato che molti dei manoscritti originali erano andati distrutti nell'incendio del Palazzo di Stoccolma del 1697. Curò inoltre i romanzi in rima che portano il nome di Eufemia, sorella del re Magnus. Pubblicò una traduzione svedese di una storia latina di Alessandro il Grande nel 1672. Inoltre pubblicò diverse leggi provinciali svedesi, a partire dalla Legge di Scania nel 1676, ma una delle sue opere più importanti fu la documentazione di lettere medievali.
Agli inizi degli anni 1650, il futuro re Carlo X Gustavo lo inviò a capo di una spedizione a Öland, dove realizzò una collezione di disegni di pietre runiche. Nel 1671 venne autorizzato a viaggiare attraverso il paese alla ricerca di antichità, accompagnato da un gruppo di artisti. Realizzò una grande raccolta di disegni di pietre runiche, ed oltre 1000 vennero trasformati in xilografie sotto la sua direzione.
Intraprese anche i primi scavi archeologici in Svezia, nella zona di Birka. I reperti trovati da Johan Hadorph costituirono le basi per la nascita del Museo Nazionale svedese delle antichità.

## Opere pubblicate
- Dahlelagen 1676
- Skånelagen 1676
- Gothlands-laghen: på gammal göthiska med en historisk berättelse wid ändan, huruledes Gothland först år upfunnit och besatt, så och under Swes rijke ifran ... 1687
- Bjärköarätten 1687
- Visby stadslag 1688
- Visby sjörätt 1689
- Alexandri Magni Historia på Svenska rijm 1672
- St Olaffs Saga på Svenska rijm 1675
- Två gamla Svenska rijmrönikor. Item en stor deel af the gamle konungars etc. Förlikningar, Försäkringar, ecc. 1674–76
- Färentuna runstenar 1680[4]